# Ur-
La palabra alemana ur- es un prefijo, a veces usado en inglés (donde conserva generalmente el guion cuando está combinado con otro sustantivo), que significa ‘original’, ‘primitivo’ o ‘versión original’. 
En alemán, ur- es un prefijo que significa ‘proto-’, ‘primero’, ‘el más viejo’, ‘original’ cuando es utilizado con un sustantivo. Conjuntamente con un adjetivo, puede ser traducido como el intensificador ‘muy’.

## Ur-Hamlet
Ĥ
Un ejemplo bien conocido es ur-Hamlet, usado por los eruditos literarios para denotar una obra perdida de autor anónimo del siglo XVI, historia que fue adaptada por William Shakespeare para el argumento de su propia obra La tragedia de Hamlet, príncipe de Dinamarca.

## Ur-fascismo
Umberto Eco, en su artículo-conferencia "El fascismo eterno", utiliza la expresión ur-fascismo o fascismo eterno como sinónimo de fascismo primitivo, protofascismo, fascismo genuino, primer fascismo, fascismo original o fascismo auténtico.